# Norsk Maritimt Museum
Il museo marittimo norvegese (in norvegese Norsk Maritimt Museum), in precedenza conosciuto come Norsk Sjøfartsmuseum, è un museo fondato nel 1914, che si trova a Bygdøynesveien, nella penisola di Bygdøy, situata ad ovest di Oslo.
Il museo, il cui edificio ha vinto anche un premio per la sua architettura, contiene una mostra sulle culture costiere e sulla storia marittima.
Tra le esposizioni vi sono modelli di barche, attrezzature da pesca, archeologia marina, dipinti a tema marinaresco, tecniche costruttive di navigli. Fanno parte dell'esperienza museale anche il video "Maritime Norway" di Ivo Caprino ed una biblioteca tematica.
Tra i manufatti esposti, spicca la nave artica Gjøa, che fu il primo vascello a percorrere il Passaggio a nord-ovest con la spedizione di Roald Amundsen del 1903-1906; e lo Stavanger, progettato da Colin Archer per la Società norvegese per il soccorso in mare.